# Zelhem
Zelhem è una località dei Paesi Bassi situata nel comune di Bronckhorst, nella provincia della Gheldria.
Nel 2005 è stato unito con Hengelo, Steenderen, Vorden e Hummelo en Keppel nel nuovo comune di Bronckhorst.